# Ассамалла
А́ссамалла (эст. Assamalla) — деревня в волости Тапа уезда Ляэне-Вирумаа, Эстония.
До административной реформы местных самоуправлений Эстонии 2017 года входила в состав волости Тамсалу.

## География и описание
Находится в 16 километрах к востоку от волостного центра — города Тапа — и в 12 километрах к юго-западу от уездного центра — города Раквере. Расположена возле дорог Тарту—Раквере и Ассамалла—Кадрина. Высота над уровнем моря — 120 метров.
На территории деревни находится карстовый заливной луг, который относится к природоохранной зоне государственного водного заповедника Пандивере.
Климат умеренный. Официальный язык — эстонский. Почтовый индекс — 46006.

## Население
По данным переписи населения 2011 года, в Ассамалла проживали 93 человека, из них 85 (91,4 %) — эстонцы.
По данным переписи населения 2021 года, число жителей деревни составило 113 человек, из них 111 (98,2 %) — эстонцы.
Численность населения деревни Ассамалла по данным переписей населения:
| Год  | 1959 | 1970  | 1979  | 1989  | 2000  | 2011 | 2021  |
| ---- | ---- | ----- | ----- | ----- | ----- | ---- | ----- |
| Чел. | 98   | ↗ 161 | ↗ 190 | ↘ 179 | ↘ 136 | ↘ 93 | ↗ 113 |

## История
Первое упоминание о деревне Ассамалла (Asæmulæ) относится к 1241 году (Датская поземельная книга). В письменных источниках 1556 года упоминается Assmull, 1586 года — Aszemahle, 1796 года — Assama, 1913 года — Ассамала.
Деревня возникла на землях мызы Боркхольм (Поркуни, нем. Borkholm, эст. Porkuni mõis).
В эстонском эпосе «Калевипоэг» (XVII:196) описывается сражение в Ассамалла с большим числом погибших (10 000 чел.), в котором было на голову разбито войско иноземных завоевателей. Однако неизвестно, было ли здесь такое сражение на самом деле. Предполагается, что в округе Ассамалла, возможно, была битва между древними эстами и скандинавами. Другим известным сражением в этих краях была Раковорская битва.
В 1970-х годах в ходе геологических исследований в Ассамалла был обнаружен толстый пласт фосфоритов, из-за чего юго-западную часть Раквереского фосфоритного месторождения называют месторождением Ассамалла.
В советское время деревня входила в состав Вяйке-Маарьяского сельсовета, с 1972 года — в состав Раквереского сельсовета и была центром колхоза «Путь к коммунизму» (эст. «Kommunismi Tee»). Здесь работали библиотека, народный дом и солодовенный завод.

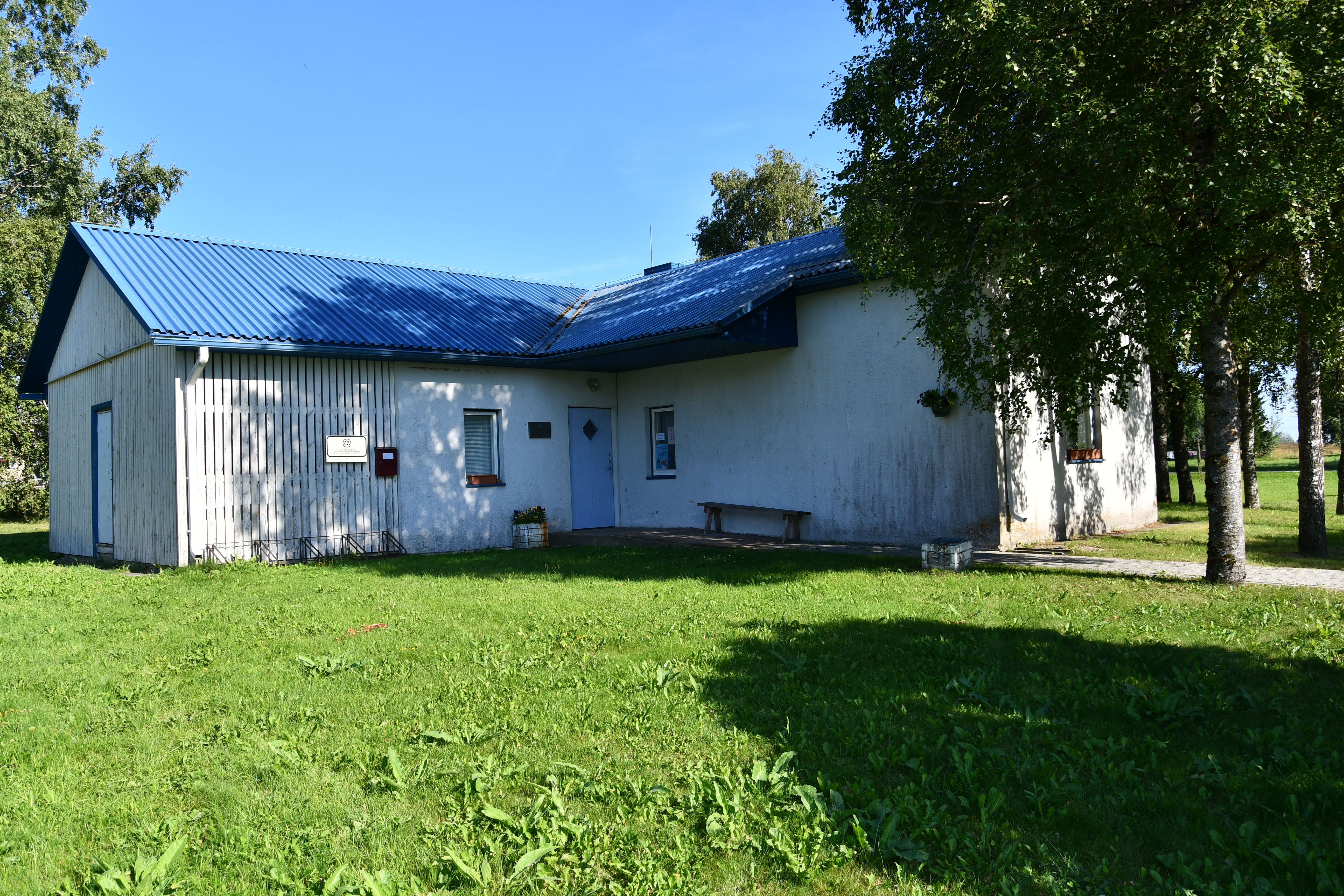
Библиотека в Ассамалла, 2022 год
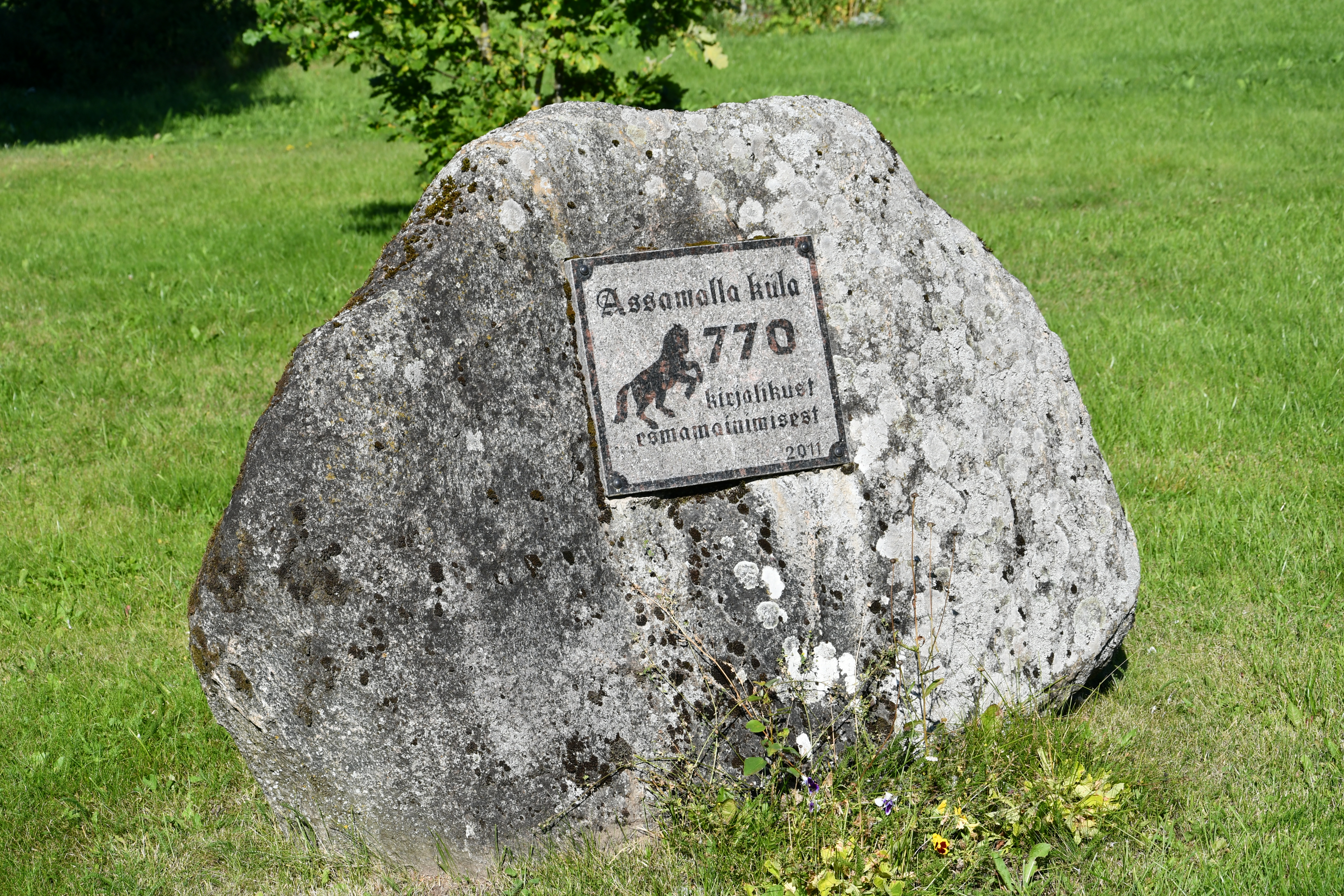
Памятный камень в честь 770-летия со дня упоминания деревни Ассамалла
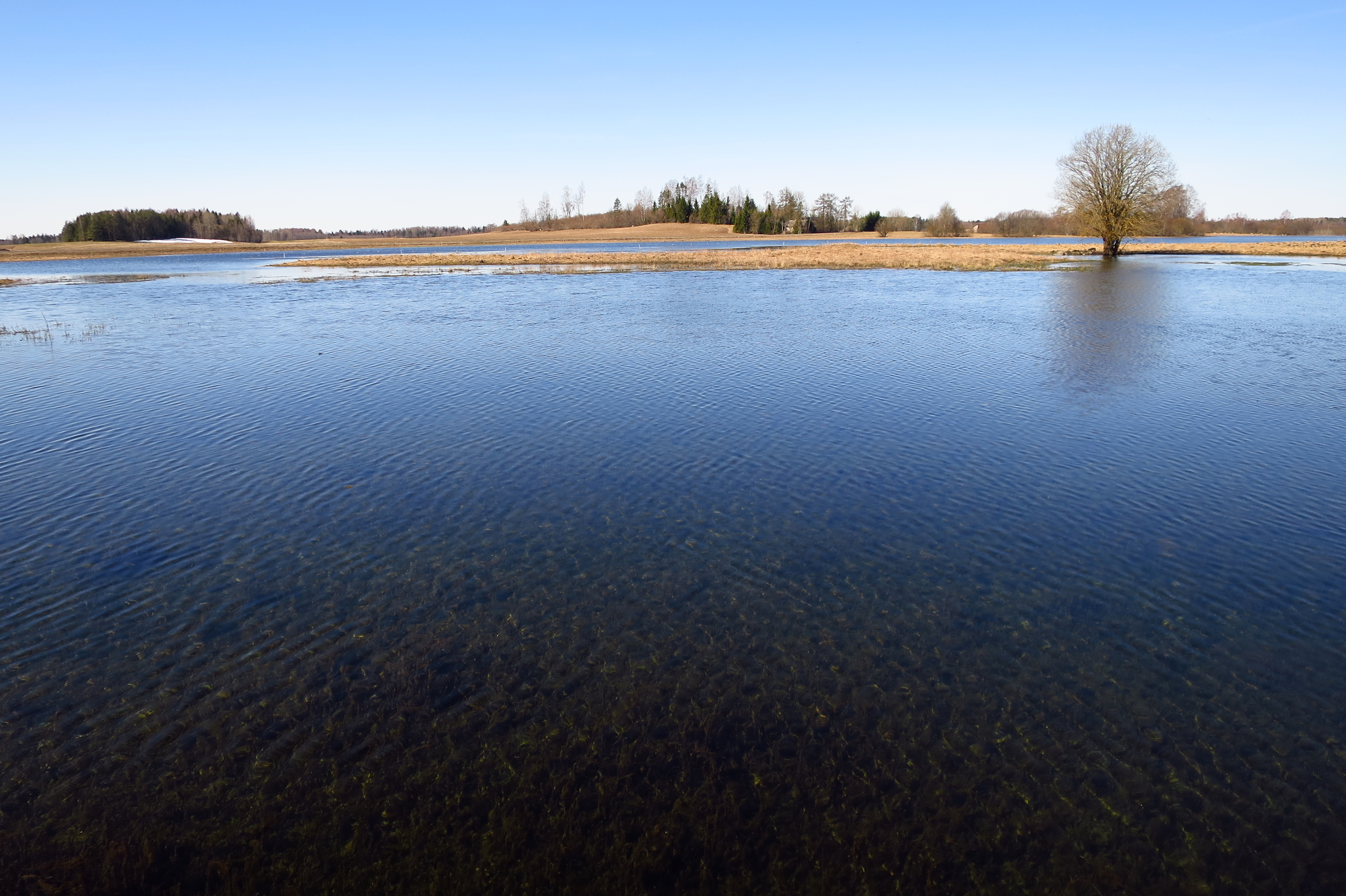
Заливной луг Ассамалла весной
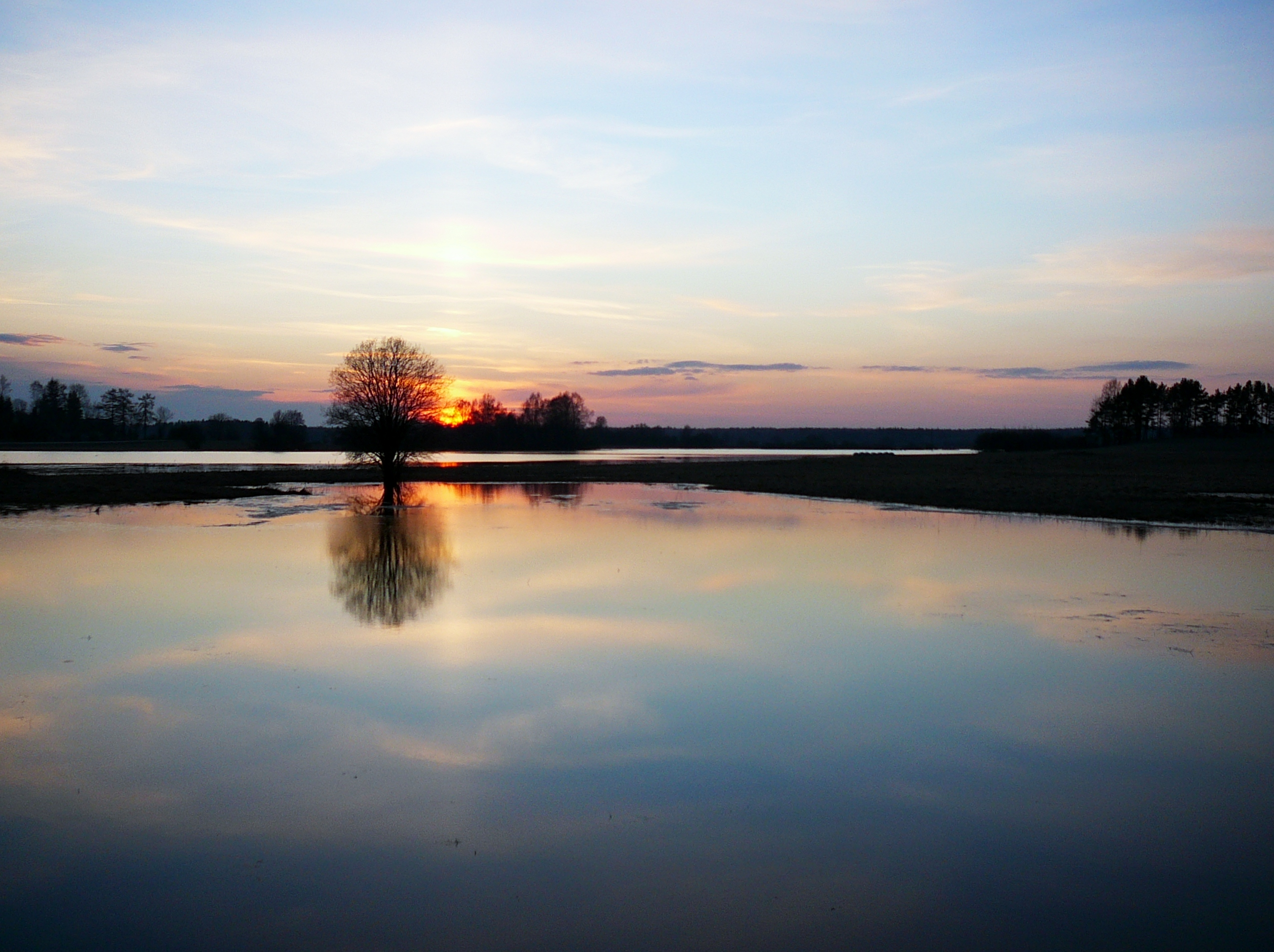
Заливной луг Ассамалла апрельским вечером

## Комментарии
1. ↑  Эстонские топонимы, оканчивающиеся на -а, не склоняются и не имеют женского рода (исключение — Нарва)[6].